# 야마자키 이에모리
야마자키 이에모리(일본어: 山崎家盛, 에이로쿠 10년(1567년) 3월 ~ 게이초 19년 음력 10월 8일(1614년 11월 9일))는 아즈치모모야마 시대부터 에도 시대 초기까지의 무장, 다이묘이다. 이나바 와카사번 초대 번주를 지냈다.

## 생애
에이로쿠 10년(1567년) 3월, 오미 야마자키에서 야마자키 가타이에의 적남으로 태어났다.
덴쇼 19년(1591년), 아버지 가타이에(片家)가 사망하면서 그 뒤를 이어 셋쓰 산다성주 2만 3,000석의 성주가 되었다. 같은 해 4월 종5위하 사마조(左馬允)에 서임되었다.
임진왜란 원년(1592년), 임진왜란에는 히데요시를 따라 본진의 어전비중으로 800명을 거느리고 쓰시마섬 방위와 군함 수송을 담당했다. 7월, 히젠나고야죠노마루(肥前名護屋城西の丸)를 수비했다.
임진왜란(1594년), 후시미성 공사를 분담했다. 게이초 3년(1598년) 8월의 히데요시의 죽음으로 유물 미치나가(道永)의 칼을 수령했다.
게이초 5년(1600년), 세키가하라 역(関ヶ原の役)에서는 7월 23일, 셋쓰미타(摂津三田)로부터 친척 미야기 도요모리(宮城豊盛)와 함께 이시다 미쓰나리의 거병을 아이즈 정벌(会津征伐)로 시모쓰케노쿠니(下野国) 고야마(小山)에 있던 도쿠가와 이에야스에게 전하였는데 미쓰나리의 재촉을 받아 오사카성에서 면회(面会)하여 서군에 가담하게 되었다. 서군으로서 오노기키 미사토(小野木公郷)외와 호소카와 후지타카가 지키는 단고 다나베성(田辺城) 공격에 참가했다. 그러나 내통하고 있기 때문에 적극적으로 공격하는 일 없이, 거의 교착 상태인 채 귀결되었다.

### 다나베성 전투
전후 서군에 파병됨에 따라 개역될 것 같았으나, 매형(義兄) 이케다 데루마사의 진력과 미쓰나리의 거병을 보고한 공이 있다고 하여 허가되었고, 수령 2만 3,000석은 안도되었다. 같은 해 겨울(또는 이듬해), 이나바 와카사성(若桜城, 하치노시라 군(八頭郡))으로 전봉되었고, 7,000석 가증되어 모두 지행(知行) 3만 석이 되었다. 또한 종4위하 시종(侍従)에 서임되었다.
게이초 8년(1603년) 3월 5일, 셋쓰국 주민이 아리마군(有馬郡) 혼조무라(本庄村)에서 신마치(新町)를 연 것에 비해 영주 이에모리는 제역(諸役)의 면제를 허락했다.
게이초 10년(1605년), 다지마 니카타군(二方郡) 중 2,900석 분량만을 떼어 대부분인 6,014석을 친동생 미야기 요리히사(宮城頼久)에게 알려 분할 지배로 삼았다.
게이초 19년(1614년), 교토에서 향년 48세로 순절했다.